# 今治市岩田健母と子のミュージアム
今治市岩田健母と子のミュージアム（いまばりしいわたけんははとこのミュージアム）は、愛媛県今治市大三島にある美術館。今治市大三島美術館の分館である。

## 概要
大三島憩の家（旧大三島町立宗方小学校）のグランドの一部に2011年8月20日開館した。
東京美術学校（現:東京芸術大学）で彫刻を学び、教諭をしながら約60年にわたって制作を続けてきた彫刻家岩田健による44点の彫刻作品が展示されている。作品は「母と子」というテーマを中心とした親子像など、平和への祈りを込めた母子像や子供の像が多く、実際に見て触れて感じることができる。
岩田健の慶應義塾幼稚舎時代の教え子である千住明・千住真理子によりミュージアムに「時の扉」というオリジナル曲（作曲：千住明、バイオリン演奏：千住真理子）が提供されている。館内では「時を告げる音楽」として放送されている。曲の長さの異なる2つのバージョンを設定されており、9時、10時、11時、12時は朝のバージョン（1分46秒）を、13時、14時、15時、16時、17時は夕のバージョン（2分17秒）が放送されている。
建物は岩田健が建設し市に寄贈した。美術館は、同じく大三島に美術館を持つ伊東豊雄が設計し、芝生の中庭を白いコンクリートが円形に囲む特徴的な空間となっている。
大三島島内には、現在彫刻などを展示したところミュージアム大三島や書道作品などを展示している村上三島記念館、建築美術館の伊東豊雄建築ミュージアム、日本画などを展示している大三島美術館など複数の美術館･ミュージアムが立地している。

## 利用案内
- 所在地 - 愛媛県今治市大三島町宗方5208-2
- 開館時間 - 9:00～17:00
- 休館日 - 月曜日（祝日時は翌日）、12月27日から12月31日まで
- 駐車場 - 5台

## 主な所蔵作品
- 「坊やどこへ」
- 「渚の姉弟」
- 「紙ヒコーキの母子像」
- 「あくび」
- 「いちばん星」

## アクセス
- 今治駅前より瀬戸内海交通（急行バス、宮浦港行）・瀬戸内運輸（特急バス、宮浦港行）にて宮浦港停留所にて下車・乗換。瀬戸内海交通（宗方港行）に乗車し「宗方」停留所で下車し、徒歩約10分。
- 今治港より大三島ブルーライン（フェリー）・今治市営渡船（快速船）に乗船し宗方港にて下船し、徒歩約15分

## 周辺
- 大三島憩の家